# Hangkártya
A hangkártya egy számítógép–bővítőkártya, ami audio jeleket fogad és ad ki, illetve – hangszórót vagy más hangkeltő/hangsugárzó eszközöket vezérelve – rendeltetésszerű módon hangokat kelt, számítógépes programok utasítására. Tipikus felhasználási területei: multimédiás alkalmazások, hang és videószerkesztések, és szórakozás (filmnézés, zenehallgatás, játékok). A számítógépen való filmnézéskor vagy játék közben elsősorban (noha nem kizárólag) a hangkártya vezérli, hogy a multimédia alkalmazás által keltett digitális audio jelet a számítógép hogyan dolgozza fel és alakítsa hallható hangokká. Mivel a hangadatok tárolása és a hangjelek továbbítása igen jelentős tároló- (memória-) és műveletigényt jelent – ráadásul az ezzel kapcsolatos felhasználói igények a technikai eszközök fejlődésével párhuzamosan inkább növekednek, semmint kielégítődnének – a hangkártya az ezzel kapcsolatos számos feladatot átvéve a számítógép processzoraitól, jelentősen csökkenti annak terhelését, és növeli az ilyesfajta feladatok elvégzésének hatékonyságát, minőségét.
A hangkártya lehet többé-kevésbé integráns része a számítógépnek (hardver), ilyenek a belső hangkártyák és integrált hangkártyák, de számos esetben kívülről, perifériaként van a számítógéphez csatlakoztatva (külső hangkártya).  A legtöbb mai számítógépben ez az eszköz az alaplapra van építve (integrált), de egyes korábbi gépekhez még külön kellett beszerelni.
A külső hangkártyákat, sokkal jobb minőségük, teljesítménye miatt, az otthoni számítógéphasználatot meghaladó igényű feladatokhoz szokás használni, ez elsősorban a hangokkal hivatásszerűen foglalkozó professzionális felhasználókra jellemző – pl. zenészekre, hangosítási feladatokkal foglalkozó szakemberekre.

## Általános felépítés
Egy tipikus hangkártyán van egy hangchip, ami magában foglal egy digitális-analóg konvertert (DAC – Digital to Analog Converter), ami a digitálisan felvett és letárolt állományt újra hallgatható formába alakítja. Ez az analóg jel általában egy 3,5 mm-es jack-csatlakozóhoz megy, ahová egy erősítő, fejhallgató, vagy bármilyen hangkeltő eszköz csatlakozik. Fejlettebb hangkártyákon több hangchip is helyet foglal, így a digitális hangkeltés és a hangszintetizáció feladatai megoszlanak (erre általában a valós-idejű hanghatások kiszámításakor van szükség, hogy a rendszerprocesszort kevésbé terhelje).
A digitális hangkeltést általában többcsatornás DAC-ok végzik, így egy időben több mintát lehet lejátszani különböző hangmagasságon és hangerőn, ezekre egyéb valós idejű szűrők kerülhetnek, mint például szűrők és torzítások. A többcsatornás hanglejátszás egyik fő felhasználási területe a szintetizátorok használata. Ekkor az ún. hullámtábla (wavetable) alapján szólaltat meg a chip különböző hangszereket. A hullámtábla egy flash vagy ROM memória, amiben a zenei szintetizátorokhoz hasonló MIDI minták vannak letárolva. Sok olcsóbb hangkártya szoftveres úton emulálja mind a MIDI hullámtáblát, mind a többcsatornás hangot, ez bevett szokás sok hangkártya-gyártónál, ezzel is csökkentve a kártya tervezési és előállítási költségeit.
A legtöbb hangkártyának van egy LINE IN csatlakozója, ami a hang bemeneti csatornája, ide bármilyen hangkeltő eszköz becsatlakoztatható, a beérkező analóg hangot a kártya képes digitalizálni és letárolni (szoftveres segítséggel) a számítógép merevlemezére későbbi felhasználás és szerkesztés céljából. Másik jellemző csatlakozó a Mikrofon csatlakozó, amely mikrofonok csatlakoztatására alkalmas, ez jóval kisebb teljesítményű eszközökre van kitalálva mint a Line In. Általában kihangosításra és Voice-over-IP alkalmazásokhoz (pl. Skype) használják.

## Csatlakozók
A legtöbb 1999 után gyártott hangkártya csatlakozói a Microsoft PC 99 szabványa szerint a következőképp vannak színezve:
| Szín | Szín        | Funkció                                                                                              |
| ---- | ----------- | --- |
|      | Rózsaszín   | analóg mikrofon bemenet.                                                                             |
|      | Világoskék  | Analóg bemenet                                                                                       |
|      | Világoszöld | Analóg kimenet a fő hangszóróknak vagy a fejhallgatónak.                                             |
|      | Fekete      | Analóg kimenet a hátsó hangszóróknak (4.0 vagy több esetén).                                         |
|      | Ezüst       | Analóg kimenet az oldalsó hangszóróknak (7.1 esetén).                                                |
|      | Narancs     | S/PDIF digitális kimenet (néha analóg kimenetként a mélynyomó és a középső hangszóró csatlakozik rá) |

## Hangcsatornák és többszólamúság
A hangkártyák egyik fontos tulajdonsága a polifónia ("többszólamúság"), ami azoknak a hangoknak a számát jelöli, amiket a kártya egyidejűleg és egymástól függetlenül tud megszólaltatni, és a csatornák számát (ez az egymástól elkülönülő hangeszközök száma, ami megfelel a hangszórók számának 2.0 (sztereo), 2.1 (sztereo és mélynyomó), 5.1 stb.).
Éveken keresztül a PC-s hangkártyák nagy része több frekvenciamodulált hangot tudott lejátszani (általában 9-et vagy 18-at) ezeket főként MIDI zenékhez használták, de csak egy (mono) vagy 2 (sztereó) csatorna volt lejátszásra, és ha egyidejűleg többet is meg szerettünk volna szólaltatni, ahhoz szoftveresen csökkenteni kellett a mintavételezési sűrűséget, ami a minőség romlásával járt. Sok modern integrált hangkártya, mint például az AC'97 audio kodek és az olcsóbb hangkártyák nagy része ugyanígy jár el, de nem két hangcsatornát, hanem 5.1 vagy 7.1-et emulál ezzel. Valójában semmilyen hardveres többszólamúságról, hanghatásról, vagy MIDI hangkeltésről nincs szó, minden hangot a kártyát vezérlő program generál.
Manapság a legtöbb komoly hangkártya valódi hardveres többszólamúságot kínál, a kimeneti csatornák számától függetlenül, ezért is nevezik sokukat "hardware audio accelerator"-nak (hardveres hanggyorsító). Ezen funkciójuk mára már háttérbe szorult, a hardveresen gyorsított térhangzás, vagy a valós idejű hanghatások sokkal fontosabbá váltak.